# Embiotocidae
Embiotocidae là danh pháp khoa học của một họ cá theo truyền thống xếp trong bộ Cá vược, nhưng gần đây đã được đề xuất tách ra ở vị trí không xác định (incertae sedis) trong nhánh Ovalentaria.

## Từ nguyên
Embiotocidae: Từ tiếng Hy Lạp εμβιος (embios = sống, bền, toàn bộ cuộc đời) + τόκος (tókos = sinh đẻ, sinh con), ám chỉ tới việc các loài cá trong họ này là cá thai sinh (cá sinh con).

## Phân bố
Chúng phân bố chủ yếu ở đông Thái Bình Dương, với khoảng 5 loài thuộc các chi Ditrema và Neoditrema sinh sống ở tây bắc Thái Bình Dương và 1 loài (Hysterocarpus traskii) sinh sống trong môi trường nước ngọt ở California, Hoa Kỳ. Không có loài nào sinh sống trong môi trường biển Việt Nam. Tên gọi thông thường trong tiếng Anh của các loài trong họ này là surfperch.

## Đặc điểm
Loài to lớn nhất trong họ này là Rhacochilus toxotes dài tới 47 cm (19 in). Vây lưng với 6-11 tia gai, ngoại trừ ở Hysterocarpus traskii là 15-19 tia gai; tia mềm 9-28. Vây hậu môn có 3 tia gai và 15-35 tia mềm. Vảy xicloit. Đường bên với nói chung 35-75 vảy. Vây đuôi chẻ. Là cá thai sinh (đẻ con). Sự đút cơ quan sinh dục đực vào được hỗ trợ của phần trước dầy lên của vây hậu môn. Các phôi có thể dựa vào các kết nối với mô của cá mẹ để có chất dinh dưỡng và oxy cần thiết cho sự phát triển.

## Phân loại
Họ này bao gồm 13 chi với 25 loài:
- Amphistichus: 3 loài.
- Brachyistius: 2 loài.
- Cymatogaster: 1 loài (Cymatogaster aggregata).
- Ditrema: 4 loài.
- Embiotoca: 2 loài.
- Hyperprosopon: 3 loài.
- Hypsurus: 1 loài (Hypsurus caryi).
- Hysterocarpus: 1 loài (Hysterocarpus traskii).
- Micrometrus: 2 loài.
- Neoditrema: 1 loài (Neoditrema ransonnetii).
- Phanerodon: 2 loài.
- Rhacochilus: 2 loài.
- Zalembius: 1 loài (Zalembius rosaceus).